# Pinku eiga
Il termine pinku eiga (ピンク映画?, Pinku eiga), o pink film, indica un macrogenere del cinema giapponese che include genericamente qualsiasi film contenga nudità o abbia a che fare con il sesso (sia esso un film drammatico, thriller, d'exploitation, ecc.), ma è spesso utilizzato per identificare un genere più definito, di contenuto erotico softcore, nato alla fine degli anni sessanta e prodotto anche oggi, caratterizzato dal basso costo di produzione e dai tempi brevissimi di realizzazione (solitamente una settimana di riprese).

## Storia
I pinku eiga hanno una durata prefissata di circa 60 minuti e vengono proiettati all'interno di un circuito di sale cinematografiche dedicate in spettacolo doppio o triplo. Il confine con l'hardcore non viene mai superato, in quanto in Giappone la legge vieta di mostrare organi genitali o rapporti sessuali espliciti sul grande schermo. Molti registi hanno realizzato pinku eiga a basso costo agli inizi della loro carriera e si sono poi spostati su altri generi; altri hanno inserito all'interno di storie erotiche contenuti politici e di critica alla società giapponese (come ad esempio Kōji Wakamatsu); altri, infine, si sono specializzati nel genere producendo decine di pellicole.
Generalmente, si indica come primo "film rosa" il film Daydream (Furia dei sensi) di Tetsuji Takechi (1964). Prodotto dagli studi Shochiku, fu il primo film della "nouvelle vague giapponese" a presentare una storia erotica in cui si intravedevano addirittura alcune immagini di peluria ascellare e pubica femminile, due grandi tabù in Giappone. Il film successivo diretto da Takechi, Kuroi Yuki (1965), prodotto dalla Nikkatsu, era una storia che mescolava sesso e politica in termini tanto arditi da provocare l'arresto e il processo per oscenità del regista, che però venne assolto. Gli eventi determinarono inoltre la creazione di una commissione governativa, EIRIN (Eiga Rinri Kitei Kanri Linkai) per controllare la rappresentazione di genitali e pelo pubico nei film nazionali o stranieri distribuiti in Giappone. A differenza degli organi di censura di altri paesi, la commissione interveniva sulle pellicole senza eliminare le scene ma attraverso l'inserimento di effetti ottici.

### Principali registi
Tra i principali registi di pinku eiga si annoverano:
- Kiyoshi Kurosawa
- Suo Masayuki
- Yōjirō Takita
- Morita Yoshimitsu
- Tetsuji Takechi
- Kōji Wakamatsu
- Hiroki Ryuichi
- Takashi Ishii
- Toshiharu Ikeda
- Takahisa Zeze
- Akio Jissōji
- Chūsei Sone
- Hisayasu Satō

## Sottogeneri
Tra i sottogeneri del pinku eiga si annoverano i roman porno prodotti dalla Nikkatsu a partire dal 1971 e diretti da celebri registi, e un filone ultraviolento definito pinky violence. A differenza dei pinku eiga prodotti dalla Nikkatsu, molti pink film realizzati dalla compagnia cinematografica Toei si distinguono per gli indiscutibili meriti artistici e il carattere sperimentale.